# Кумлозен
Кумлозен (њем. Cumlosen) општина је у њемачкој савезној држави Бранденбург. Једно је од 26 општинских средишта округа Пригниц. Према процјени из 2010. у општини је живјело 856 становника. Посједује регионалну шифру (AGS) 12070060.

## Географски и демографски подаци
Кумлозен се налази у савезној држави Бранденбург у округу Пригниц. Општина се налази на надморској висини од 20 метара. Површина општине износи 21,9 km². У самом мјесту је, према процјени из 2010. године, живјело 856 становника. Просјечна густина становништва износи 39 становника/km².

## Међународна сарадња
| Мјесто | Држава    | Врста сарадње | Од    |
| ------ | --------- | ------------- | ----- |
|        | Француска | пријатељство  | 1978. |
| Извор  |           |               |       |